# Веб-страница
Веб-страница (енгл. web page или webpage) или интернет страница, састоји се од низа HTML/XHTML докумената којима се може приступити уз помоћ веб-прегледача (веб-читача).
Светска мрежа је један од сервиса интернета, који управо служи за презентацију веб-сајтова уз помоћ протокола HTTP. Познатији интернет сервиси су електронска пошта и FTP, али и ssh, IRC итд.